# Bülend Ulusu
Saim Bülend Ulusu (Scutari (Turchia), 7 maggio 1923 – Istanbul, 23 dicembre 2015) è stato un politico e militare turco.

## Biografia
È stato primo ministro della Turchia dal settembre 1980 al dicembre 1983, in pratica dal colpo di Stato del 1980 alle elezioni del 1983 che videro vincitore Turgut Özal.